# Borough de Matanuska–Susitna
El borough de Matanuska-Susitna (en inglés: Matanuska-Susitna Borough), fundado en 1990, es uno de los 19 condados del estado estadounidense de Alaska. En el año 2020, el borough tenía una población de 107,081 habitantes y una densidad poblacional de 1,68 habitantes por km². La sede del borough es Palmer.

## Geografía
Según la Oficina del Censo, el condado tiene un área total de 65 423 km² (25 259,8 mi²), de la cual 63 925 km² (24 681,5 mi²) es tierra y 1498 km² (578,4 mi²) (0.19%) es agua.

### Boroughs adyacentes
- Borough de Denali (norte)
- Área censal de Southeast Fairbanks (noreste)
- Área censal de Valdez-Cordova (este)
- Municipalidad de Anchorage (sur)
- Borough de Península de Kenai (sur)
- Área censal de Bethel (sur)
- Área censal de Yukón–Koyukuk (oeste)

## Demografía
Según el Departamento del Trabajo de Alaska, en el 2009, había 82,515 personas en una densidad de 1,68 personas. Según la Oficina del Censo, en el 2020 habían 107,081 habitantes y 51,214 viviendas con una densidad media de 0,80 viviendas/km². El 81,3% de los habitantes eran blancos, el 1,4% afroamericanos, el 7,0% amerindios, el 1,8% asiáticos, el 0,5% isleños del Pacífico y el 8,1% pertenecía a dos o más razas. El 5,5% de la población eran hispanos o latinos de cualquier raza.

## Localidades
| - Alexander (Creek) - Big Lake - Buffalo Soapstone - Butte - Chase - Chickaloon - Dinglishna Hills - Farm Loop - Fishhook - Gateway - Glacier View - Houston - Knik River - Knik-Fairview - Lake Louise - Lakes - Lazy Mountain - Meadow Lakes - Palmer - Petersville - Point MacKenzie - Skwentna - Susitna - Sutton-Alpine - Talkeetna - Tanaina - Trapper Creek - Wasilla - Willow - Y |